# 第118师团 (日本陆军)
第118师团（だいひゃくじゅうはちしだん）是大日本帝國陸軍师团之一。

## 沿革
太平洋战争末期後由于原驻扎在华北地区的第26师团和第62师团分别移驻菲律宾战线和冲绳，由驻扎在中國的独立步兵旅团（独立混成旅团）所改編，以占領地的警備和治安維持为目的而編成的治安师团之一，同時新设立的还有第114师团、第115师团和第117师团。此4個师团于1944年（昭和19年）7月10日，依照軍令陸甲第79号所令，受命編成。 
第118师团于1944年（昭和19年）7月以山西省大同的独立步兵第9旅团为基础編成。完成整编之后編入駐蒙軍隷下，负责大同附近的警備任务。
师团的編制，主要是两支分别由4个独立步兵大隊组成的步兵旅（甲种师团的步兵旅团由2個联队構成）构成，火炮力欠缺而定为丙师团。其后师团追加配属砲兵隊。
1945年（昭和20年）4月，为強化上海方面的防御力量而編入第13軍的作戰序列，移师華中。同年8月9日苏联对日参战后，为阻止苏军的攻势而北上，8月15日行军至张家口附近时收到終战的命令。

## 师团概要

### 歴代师团長
- 内田銀之助 中将：1944年（昭和19年）7月14日 - 終战

### 最終所属部隊
- 步兵第89旅团：岡博明少将
  - 独立步兵第223大隊：士井政人少佐
  - 独立步兵第224大隊：米川忍大尉
  - 独立步兵第225大隊：山重太郎少佐
  - 独立步兵第226大隊：家森清少佐
- 步兵第90旅团：福井浩太郎少将
  - 独立步兵第392大隊：山川有夫大尉
  - 独立步兵第401大隊：須藤清二少佐
  - 独立步兵第402大隊：春木屋幸市少佐
  - 独立步兵第403大隊：高橋鶴美大尉
- 第118师团火炮隊：原欽平大尉
- 第118师团工兵隊：田中一博大尉
- 第118师团輜重隊：寅井德郎少佐
- 第118师团通信隊：泉館留八少佐
- 第118师团野战医院：榊原美喜男軍医少佐